# 築間幸福鍋物
築間幸福鍋物（英語：Jhujian，原名竹間精緻鍋物）為築間餐飲集團的連鎖火鍋餐廳品牌，由林楷傑於2010年創立。主要產品為火鍋類餐點，以石頭火鍋聞名。

## 歷史
築間幸福鍋物發跡於臺灣基隆市，1996年，創辦人林楷傑初步涉及餐飲業，有緣結識在臺北中山區一帶享負盛名的石頭火鍋老店「韓香村」，習得獨有的石頭火鍋「原湯」配方。2010年，創辦人運用基隆當地「崁仔頂魚市場」漁業資源，於基隆市創立第一家石頭火鍋店「竹間精緻鍋物」。
「竹間精緻鍋物」於2010-2015年相繼在臺北、臺中拓展分店，並於2015年收購基隆「嶄豐鮮匯水產」（現為嶄豐冷凍實業有限公司），為臺灣唯一擁有獨立海產供應鏈的火鍋業者。2017年「竹間精緻鍋物」全面更名為「築間幸福鍋物」，於臺中市北屯區成立築間餐飲集團總部，同年進駐中國上海市塞納左岸廣場，拓展第一家海外分店。直至2022年7月，全台分店數達94間。

## 軼聞
2019年4月，Facebook上有網友因距離過遠及字形過於相似，將「築間」火鍋招牌誤認成「葉問」火鍋並於網上發問，引發搜尋及討論，並有數家新聞媒體報導。「葉問」自此亦成為了築間火鍋的戲稱，築間亦曾藉機與葉問系列電影推出聯名活動。

## 外部連結
- 築間幸福鍋物 （页面存档备份，存于）（繁體中文）
- 築間幸福鍋物的Facebook專頁
- 築間幸福聚落的Instagram帳戶
- YouTube上的築間餐飲集團頻道